# Kyote
Kyote war eine britische Automarke.

## Markengeschichte
Der Amerikaner Steve Remp gründete 1971 im Londoner Stadtteil Vauxhall das Unternehmen Design Dynamics, das er auch The Dune Buggy Centre nannte. Er begann mit der Produktion von Automobilen und Kits. Der Markenname lautete Kyote. Ab November 1973 unterstützte ihn Phil Ayres. Ayres setzte die Produktion von 1973 bis 1974 alleine im neuen Unternehmen Dune Buggy Constructors fort. GP Projects aus Princes Risborough in der Grafschaft Buckinghamshire von 1976 bis 1980, GT Mouldings aus Portslade în East Sussex unter Leitung von James Hale von 1995 bis 2003 sowie KMR Beach Buggies aus Birmingham unter Leitung von Martyn und Rob Falk von 2003 bis 2009 setzten die Produktion fort. Insgesamt entstanden etwa 36 Exemplare.

## Fahrzeuge
Das einzige Modell war der Kyote II. Remp hatte die europäischen Produktionsrechte für dieses Modell vom amerikanischen Hersteller Dean Jeffries Automotive Styling übernommen. Es war ein VW-Buggy. Das ungekürzte Fahrgestell vom VW Käfer bildete die Basis. Ungewöhnlich waren seitliche Türen, wenngleich sie auch sehr klein waren. Anfangs betrug der Preis für einen Bausatz relativ hohe 189 Pfund. Remp verkaufte etwa 20 Exemplare, Ayres etwa 15 und GP Project etwa drei. Weitere Zahlen sind nicht überliefert.